# Necrobiosis lipoídica
La necrobiosis lipoídica es una enfermedad de la piel que se caracteriza por la aparición de placas de color amarillento con centro atrófico que presentan en su superficie pequeños vasos sanguíneos visibles (telangiectasias), los bordes adoptan un color violáceo.

## Etiología
Puede asociarse a diferentes enfermedades, entre ellas la diabetes mellitus, por lo que en ocasiones recibe el nombre de necrobiosis lipoídica diabeticorum, sin embargo la mayor parte de los enfermos diabéticos no la presentan y solo afecta al 0.3% de este colectivo. También aparece en la artritis reumatoide, el lupus eritematoso sistémico, la enfermedad de Crohn, tiroiditis, linfomas y otras muchas afecciones.

## Cuadro clínico
Estas lesiones pueden ser únicas o múltiples y aparecen en cualquier parte del cuerpo, aunque son más frecuentes en la porción anterior de la pierna, cuando afectan al cuero cabelludo dan lugar a zonas de calvicie (alopecia cicatricial). La evolución suele ser crónica y en ocasiones se producen ulceraciones que complican el proceso.

## Tratamiento
Se han ensayado diferentes tipos de tratamiento, ninguno de los cuales es totalmente satisfactorio, en los casos más graves puede ser necesaria la cirugía con resección de la lesión y colocación de un injerto de piel.